# Begonia hymenophylloides
Espèce
Begonia hymenophylloides est une espèce de plantes de la famille des Begoniaceae. Ce bégonia est originaire de Birmanie. L'espèce fait partie de la section Diploclinium. Elle a été décrite en 1984 par Lyman Bradford Smith (1904-1997) et Dieter Carl Wasshausen (1938-…), à la suite des travaux de Francis Kingdon-Ward (1885-1958). L'épithète spécifique hymenophylloides signifie « qui ressemble à Hymenophyllum », en référence à l'aspect de la plante qui rappelle les petites fougères de ce genre. 

## Répartition géographique
Cette espèce est originaire du pays suivant : Birmanie.